# Mother Mother
Mother Mother — канадская рок-группа родом с острова Куадра (Британская Колумбия), ныне базирующаяся в Ванкувере. Образована в 2005 году. Жанр группы включает в себя элементы альтернативного и инди-рока с преобладающими элементами вокальной музыки. Текущий состав коллектива включает в себя Райана Галдемонда (гитара, вокал), Молли Галдемонд (клавишные, вокал), Джасмин Паркин (клавишные, вокал), Али Сиадата (ударные) и Майка Янга (бас-гитара). В 2016 году Джереми Пейдж ушёл из группы.
Изначально группа выступала под названием «Mother» и в 2005 году самостоятельно выпустила дебютный одноимённый альбом. Позже они сменили название на «Mother Mother» и повторно издали альбом на лейбле Last Gang Records в 2007 году. Альбом, переименованный Touch Up, включал в себя ряд новых песен по сравнению с изначальной версией пластинки.
Свой второй альбом, O My Heart, команда выпустила 16 сентября 2008 года. Третья пластинка, Eureka, была издана 15 марта 2011. Следующий релиз, альбом The Sticks, состоялся 18 сентября 2012 года. Пятый альбом группы под названием Very Good Bad Thing был выпущен 4 ноября 2014 года, в Америке — 5 апреля 2015 года на лейбле Def Jam Recordings, No Culture выпущен 10 февраля 2017 года с еще одним выпуском на Def Jam Recordings в США. Альбом Dance And Cry был выпущен 2 ноября 2018 года на самостоятельном лейбле Mother Mother Music. Позже в 2021 году выходит два альбома: I Got Love / Stay Behind а затем и Forgotten Souls / Pure Love.В 2022 году выходит альбом: Inside (deluxe).3 ноября 2023 года вышел трек The Matrix, эта песня должна будет принадлежать альбому Grief Chapter, который ещё в разработке и выйдет по словам коллектива примерно в 2024 году.

## История

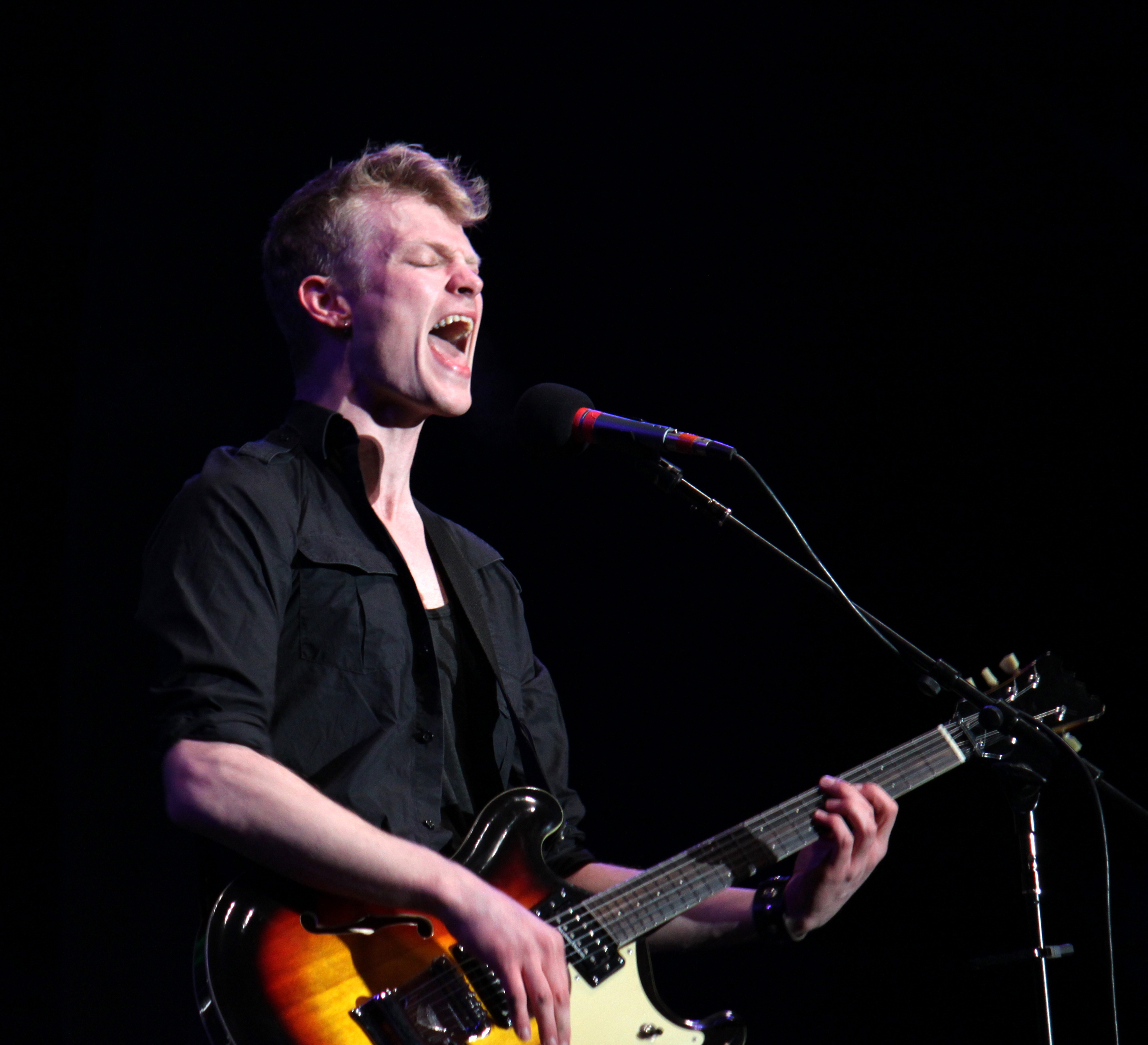
Райан Галдемонд в 2010 году

История группы началась в 2005 году в Ванкувере, когда гитарист и вокалист Райан Галдемонд решил создать группу на основе вокальной музыки. Райан пригласил свою сестру, Молли Галдемонд, а также подругу из колледжа Дебру-Джин Крилман, чтобы получить разноплановое вокальное сопровождение песен, которые он писал. Какое-то время группа выступала как вокальное трио, пока к ним не присоединились барабанщик Кентон Лоуэн и бас-гитарист Джереми Пейдж.
Группа, теперь состоящая из пяти участников, стала выступать под названием «Mother», а осенью 2005 года ими был записан одноимённый альбом. В течение следующего года коллектив стал выступать на разогреве перед такими исполнителями, как K’naan, The Wailin' Jennys, The Cat Empire и другими. После того, как журнал «Vancouver Province» включил группу в список «топ-пять групп из Британской Колумбии, за которыми стоит понаблюдать в 2007 году», Mother стали получать признание своего дебютного альбома.
В октябре 2006 года, после выступления на фестивале Pop Montreal, группа подписала контракт с лейблом Last Gang Records на выпуск четырёх альбомов. Издатель настоял на смене названия для коллектива, чтобы избежать путаницы и юридических проблем. Решив кардинально не менять название, группа взяла название «Mother Mother». В 2007 году Mother Mother повторно выпускают свою дебютную пластинку — уже под новым лейблом, с новым названием коллектива и самого альбома, Touch Up.
Свой следующий альбом под названием O My Heart группа выпустила 16 сентября 2008 года. Чуть позже, 3 декабря того же года, было объявлено об уходе Дебры-Джин Крилман из группы. 26 января 2009 года её заменила новая участница — Джасмин Паркин.
Третий альбом Mother Mother, Eureka, вышел в свет 15 марта 2011 года. Главный сингл под названием «The Stand» попал в главный канадский музыкальный чарт Canadian Hot 100. В чарте песня добралась до 76 строчки.
Свой четвёртый альбом, The Sticks, группа выпустила 18 сентября 2012 года. Продюсерами выступили лидер коллектива Райан Галдемонд и продюсер Бен Каплан. Первый сингл, «Let's Fall in Love», был выпущен 17 июля.
В 2014 году Mother Mother подписали контракт с лейблом Universal Music Group для выпуска своей пятой пластинки. Альбом, получивший название Very Good Bad Thing, был выпущен 4 ноября 2014 года. Первый сингл, «Get Out The Way», издан 15 июля того же года.

## Состав группы
| Райан Галдемонд (англ. Ryan Guldemond) — гитара, вокал | Молли Галдемонд (англ. Molly Guldemond) — клавишные, вокал | Али Сиадат (англ. Ali Siadat) — ударные | Джасмин Паркин (англ. Jasmin Parkin) — клавишные, вокал |

### Нынешние участники
- Райан Галдемонд (с 2005) — гитара, вокал
- Молли Галдемонд (с 2005) — клавишные, вокал
- Али Сиадат (с 2009) — ударные
- Джасмин Паркин (с 2009) — клавишные, вокал

### Бывшие участники
- Кентон Лоуэн (2006-2008) — ударные
- Дебра-Джин Крилман (2005-2008) — клавишные, вокал

## Дискография

### Студийные альбомы
| Touch Up                                 | - Выпущен: 27 февраля 2007 - Лейбл: Last Gang Records     | —  |
| O My Heart                               | - Выпущен: 16 сентября 2008 - Лейбл: Last Gang Records    | —  |
| Eureka                                   | - Выпущен: 15 марта 2011 - Лейбл: Last Gang Records       | 8  |
| The Sticks                               | - Выпущен: 18 сентября 2012 - Лейбл: Last Gang Records    | 11 |
| Very Good Bad Thing                      | - Выпущен: 4 ноября 2014 - Лейбл: Universal Music Group   | 4  |
| No Culture                               | - Выпущен: 10 февраля 2017 - Лейбл: Def Jam Recordings    | 7  |
| Inside                                   | - Выпущен: 25 июня 2021 - Лейбл: Mother Mother Music Inc. | —  |
| Grief Chapter                            | - Выпущен: 25 июня 2021 - Лейбл: Mother Mother Music Inc. | —  |
| "—" означает отсутствие альбома в чарте. |                                                           |    |

### Синглы
| 2008                                    | «O My Heart»         | —  | 24 | —  | O My Heart          |
| 2009                                    | «Body of Years»      | —  | 12 | —  | O My Heart          |
| 2009                                    | «Hayloft»            | —  | 43 | —  | O My Heart          |
| 2011                                    | «The Stand»          | 76 | 3  | 48 | Eureka              |
| 2011                                    | «Baby Don't Dance»   | —  | 11 | —  | Eureka              |
| 2011                                    | «Simply Simple»      | —  | 20 | —  | Eureka              |
| 2012                                    | «Let's Fall In Love» | —  | 3  | 35 | The Sticks          |
| 2012                                    | «Bit By Bit»         | —  | 4  | 49 | The Sticks          |
| 2013                                    | «Infinitesimal»      | —  | 12 | —  | The Sticks          |
| 2014                                    | "Get Out The Way"    | —  | 9  | —  | Very Good Bad Thing |
| 2014                                    | "Monkey Tree"        | —  | 9  | —  | Very Good Bad Thing |
| 2015                                    | "Modern Love"        | —  | 18 | —  | Very Good Bad Thing |
| 2016                                    | "The Drugs"          |    |    |    |                     |
| "—" означает отсутствие сингла в чарте. |                      |    |    |    |                     |

## Видеография
- «Touch Up» (2007)
- «O My Heart» (2008)
- «Body Of Years» (2009)
- «Hayloft» (2009)
- «The Stand» (2011)
- «Baby Don't Dance» (2011)
- «Let's Fall in Love» (2012)
- «Bit By Bit» (2012)
- «Get Out The Way» (2014)
- «Monkey Tree» (2014)
- «Modern Love» (2015)
- «The Drugs» (2016)
- «Love Stuck» (2017)
- «Get Up» (2018)
- «It's Alright» (2019)